# Elytrimitatrix clavata
Elytrimitatrix clavata es una especie de escarabajo longicornio del género Elytrimitatrix, familia Cerambycidae, orden Coleoptera. Fue descrita científicamente por Santos-Silva & Hovore en 2008.

## Descripción
Mide 7,2-9 milímetros de longitud.

## Distribución
Se distribuye por México.